# Joaquín Gandarillas Romero
Joaquín de Gandarillas y Romero (Santiago, 17?? - Santiago, 25 de octubre de 1832) fue un abogado, miembro del cabildo de Santiago y parlamentario en diversos períodos chileno.

## Primeros años de vida
Hijo del español José Nicolás Fernández de Gandarillas y del Arenal y de Mercedes Romero e Hidalgo. Fue graduado bachiller en leyes en la Real Universidad de San Felipe en el año 1794. Juró de abogado el 23 de noviembre de 1801.
Se casó el 3 de noviembre de 1805, en la iglesia catedral con su sobrina Juana de Gandarillas y Aránguiz.Sus hijos fueron José, Teodosio, Evaristo y Justina.

## Vida pública
En septiembre era miembro del Cabildo de Santiago. Asistió al Cabildo Abierto de 18 de septiembre de 1810. Fue quien habría redactado la circular convocando al cabildo abierto, quedando concebida en los términos siguientes: “Para el día 18 del corriente espera a usted el mui ilustre señor presidente con el ilustre cabildo en la sala del real tribunal del consulado a consultar i decidir los medios más oportunos a la defensa del reino i pública tranquilidad”.
Fue nombrado vocal en la Junta Gubernativa del Reino, el 2 de abril de 1811.
Fue diputado propietario por Illapel, en el Primer Congreso Nacional, entre los días 4 de julio y 2 de diciembre de 1811.
Senador suplente, en el Senado de 1812, entre el 10 de noviembre de 1812 y enero de 1814.
Es elegido por Bernardo O'Higgins, senador condicional para los efectos de ser sancionada el Proyecto de Constitución Provisoria para el Estado de Chile, de 1818.
Senador suplente, en el Senado Conservador de 1818, desde el 22 de octubre de 1818 al 7 de mayo de 1822.
Diputado por Santiago, en las Asambleas Provinciales de 1823. Después fue elegido diputado por Curicó, en las mismas Asambleas Provinciales de 1823. Diputado propietario por Santiago, en el Congreso General Constituyente de 1823. Integró la Comisión Permanente de Agricultura, Industria, Comercio, Minas y Estadística.
Firmó la Constitución Política del Estado de Chile de 1823, como diputado por Santiago en ese año.
En las elecciones generales de diputados de 1825 fue candidato obteniendo 22 votos, sin ser electo. Diputado suplente por Curicó, en el Congreso Nacional Constituyente de 1826. Renunció, pero su renuncia no fue admitida; pero no se presentó a jurar su cargo.
Falleció en Santiago el 17 de octubre de 1832.